# Médaille du réfractaire (Belgique)
La Médaille du réfractaire (néerlandais : Werkweigeraarsmedaille) était une décoration de guerre du Royaume de Belgique créée par Arrêté Royal le 12 février 1951.  Elle était décernée aux citoyens belges refusant de supporter l'effort de guerre de l'occupant allemand.  Elle pouvait être décernée avec un de trois rubans différents selon l'acte patriotique accompli.

## Insigne
La Médaille du réfractaire était une médaille circulaire d'un diamètre de 37 mm frappée de bronze avec le rebord légèrement élevé sur le revers seulement.  Son avers portait l'image en relief du torse d'un homme avec les bras croisés et le regard détourné vers la gauche en signe de défiance. Au centre du revers, l'inscription en Latin sur deux lignes "FORSAN VICTI NUNQUAM SERVI" se traduisant librement en "PEUT-ÊTRE VAINCU MAIS JAMAIS ESCLAVE". Les millésimes "1940-1945" étaient inscrits le long de la circonférence supérieure.
La médaille était suspendue par un anneau passant latéralement dans un anneau de suspension au haut de la décoration, à un ruban vert de soie moirée large de 38 mm avec deux bandes longitudinales de 3 mm de large situées à 1 cm des rebords. La couleur de ces bandes variait selon l'acte patriotique accompli :
- les bandes jaunes indiquaient un refus de servir au sein de la Wehrmacht ;
- les bandes blanches indiquaient un refus de travailler pour les Allemands ;
- les bandes rouges indiquaient un refus de retourner travailler en Allemagne à la suite d'un congé en Belgique.